# Zawichost
Zawichost là một thị trấn thuộc huyện Sandomierski, tỉnh Świętokrzyskie ở trung tâm Ba Lan. Thị trấn có diện tích 20 km². Đến ngày 1 tháng 1 năm 2011, dân số của thị trấn là 1813 người và mật độ 89 người/km².